# HEART*IZ
『HEART*IZ』（ハートアイズ）は、女性アイドルグループIZ*ONEの2ndミニアルバム。2019年4月1日にStone Music Entertainment、GENIE MUSICから発売された。

## 概要
本作は2018年6月から8月まで韓国・日本など11か国で放送された公開オーディション番組『PRODUCE 48』のオーディションで選ばれた12人によるグループ「IZ*ONE」のセカンドアルバムとしてリリースされた。
タイトル曲の「Violeta（ヴィオレッタ）」はスペイン語で「菫」の意。

## 収録曲
| #         | タイトル                                                               | 作詞                                                 | 作曲                                | 編曲               | 時間  |
| --------- | ---------------------------------------------------------------------- | ---------------------------------------------------- | ----------------------------------- | ------------------ | ----- |
| 1.        | 「해바라기」(Hey.Bae.Like it.)                                         | テンゾー, Kebee, FB                                  | テンゾー, MUNA                      | MUNA               | 3:33  |
| 2.        | 「비올레타」(Violeta)                                                  | チェ・ヒョンジュン, キム・スンス                     | チェ・ヒョンジュン, キム・スンス    | パク・スルギ       | 3:21  |
| 3.        | 「Highlight」                                                          | チェボカド, So Jay                                   | イ・テフン, Sam Carter, RAMI NU, bK | イ・テフン         | 3:29  |
| 4.        | 「Really Like You」                                                    | YOSKE, キム・ミンジュ, 本田仁美, Alive Knob          | EastWest (1by1), YOSKE              | EastWest (1by1)    | 3:11  |
| 5.        | 「Airplane」                                                           | イ・デフィ, So Jay, チョ・ユンギョン, ジャン・ヨジン | イ・デフィ, リシ, Simpson           | リシ, Simpson      | 3:04  |
| 6.        | 「하늘 위로」(Up)                                                      | KZ                                                   | KZ, Nthonius                        | KZ, Nthonius       | 3:13  |
| 7.        | 「고양이가 되고 싶어 (NEKONI NARITAI) （→猫になりたい）」(Korean ver.) | 秋元康, 韓国語翻案：キム・ミンジュ                   | Shintaro Fujiwara                   | Shintaro Fujiwara  | 4:17  |
| 8.        | 「기분 좋은 안녕 (GOKIGEN SAYONARA) （→ご機嫌サヨナラ）」(Korean ver.) | 秋元康, 韓国語翻案：イ・チェヨン                     | 渡邉俊彦                            | 渡邉俊彦, 早川博隆 | 4:21  |
| 合計時間: | 合計時間:                                                              | 合計時間:                                            | 合計時間:                           | 合計時間:          | 28:29 |

## チャート成績

### 韓国
初動販売量が13万2,109枚（集計期間2019年4月1日 - 7日）を記録し、これまで1位だったTWICEの初動記録を抜いて、歴代ガールズグループ初週セールス1位を達成した。また、ガオン週間アルバムチャートでも1位を獲得した。
音楽番組では、2019年4月9日・16日放送の『THE SHOW』（SBS MTV）、4月10日・17日放送の『SHOW CHAMPION』（MBC MUSIC）、4月11日・18日放送の『M COUNTDOWN』（Mnet）、4月12日放送の『ミュージックバンク』（KBS 2TV）で1位を獲得し、7冠を達成した。

### 日本・その他
オリコン週間デジタルアルバムチャートでは2位（ダウンロード数3,551）、総合アルバムチャートで売上枚数14,667枚、初登場4位にランクインした。